# Czchów (gromada)
Czchów – dawna gromada, czyli najmniejsza jednostka podziału terytorialnego Polskiej Rzeczypospolitej Ludowej w latach 1954–1972.
Gromady, z gromadzkimi radami narodowymi (GRN) jako organami władzy najniższego stopnia na wsi, funkcjonowały od reformy reorganizującej administrację wiejską przeprowadzonej jesienią 1954 do momentu ich zniesienia z dniem 1 stycznia 1973, tym samym wypierając organizację gminną w latach 1954–1972.
Gromadę Czchów z siedzibą GRN w Czchowie (wówczas wsi) utworzono – jako jedną z 8759 gromad na obszarze Polski – w powiecie brzeskim w woj. krakowskim, na mocy uchwały nr 19/IV/54 WRN w Krakowie z dnia 6 października 1954. W skład jednostki weszły obszary dotychczasowych gromad Czchów, Będzieszyna i Wytrzyszczka, a także: przysiółek Granice Tworkowskie z dotychczasowej gromady Tworkowa, przysiółek Granice Jurkowskie z dotychczasowej gromady Jurków i przysiółek Piaski z dotychczasowej gromady Piaski-Drużków, ze zniesionej gminy Czchów w tymże powiecie. Dla gromady ustalono 25 członków gromadzkiej rady narodowej.
31 grudnia 1961 do gromady Czchów przyłączono wieś Piaski-Drużków ze zniesionej gromady Filipowice.
Gromada przetrwała do końca 1972 roku, czyli do kolejnej reformy gminnej. 1 stycznia 1973 reaktywowano gminę Czchów.